# Chrysometa explorans
Chrysometa explorans este o specie de păianjeni din genul Chrysometa, familia Tetragnathidae. A fost descrisă pentru prima dată de Chamberlin, 1916.
Este endemică în Peru. Conform Catalogue of Life specia Chrysometa explorans nu are subspecii cunoscute.